# Margaret Matilda White
Margaret Matilda White (Belfast, 9 de enero de 1868-Waihi, 6 de julio de 1910) fue una fotógrafa y enfermera neozelandesa. Sus trabajos más conocidos son fotografías que tomó en el Hospital Mental de Auckland. Una colección de sus fotografías se encuentra en el Auckland War Memorial Museum.

## Biografía
White nació en Belfast, Irlanda del Norte y emigró a Nueva Zelanda con su familia en 1886. A partir de 1890 trabajó con el fotógrafo neozelandés John Hanna en su estudio. Más tarde estableció su propio estudio fotográfico en Newton, Auckland. Sin embargo, su estudio no obtuvo el éxito esperado y se vio obligada a cerrar su negocio.  A pesar de este fracaso, continuó tomando fotografías hasta su muerte.
Después del cierre de su estudio, trabajó como enfermera en el Hospital Mental de Auckland en Avondale. Fue mientras trabajaba allí cuando tomó una serie de fotografías por las cuales es más conocida.
Murió en el hospital de Waihi el 6 de julio de 1910. El Auckland War Memorial Museum tiene una gran colección de placas de vidrio fotográficas de White.